# Jan Krasicki (zm. 1639)
Jan Krasicki herbu Rogala (zm. w 1639 roku) – stolnik sanocki w latach 1633-1634.
Poseł na sejm 1634 roku.